# کوشه (قشم)
کوشه، روستایی در دهستان رمکان بخش مرکزی شهرستان قشم در استان هرمزگان ایران است.
روستای کوشه در منطقه بالا شهر قشم در همسایگی توریان و کاروان قرار دارد و تقریباً در وسط جزیره قشم قرار دارد .خیلی ها کوشه را با نام برخ یا البرخ میشناسند زیرا مسجد شیخ البُرخ در روستای کوشه واقع شده است که نشانگر قدمت و دیرینگی این روستا است .گفته میشود این مسجد به دستور خلفای راشدین و با همت شیخ البُرخ ساخته شده است .در قبرستان کوشه قبرهایی بسیار قدیمی قرار دارد که لنگه آنها در بحرین و عربستان نیز قابل مشاهده است .در قدیم منبع درآمد مردم از کشاورزی بوده که متاسفانه این رشته به دلیل خشکسالی های اخیر دیگر رونق آنچنان ندارد 

## جمعیت
بر پایه سرشماری عمومی نفوس و مسکن در سال ۱۳۹۵، جمعیت این روستا برابر با ۲٬۱۹۳ نفر (۵۱۷ خانوار) بوده‌است.